# Meet Me Halfway
Meet Me Halfway – trzeci singel amerykańskiej grupy muzycznej Black Eyed Peas, pochodzący z jej piątego studyjnego albumu The E.N.D. Zawiera on w sobie elementy electro hopu. Piosenkę napisali: Will.i.am, Apl.de.ap, Taboo i Fergie.
Ogólnoświatowe wydanie miało miejsce 2 czerwca 2009, natomiast 22 września, piosenkę wydano w Stanach Zjednoczonych, 2 października w Australii, 2 listopada w Wielkiej Brytanii, 17 listopada w Stanach Zjednoczonych, 20 listopada w Niemczech, a 23 listopada we Francji. Singel osiągnął numer jeden w Wielkiej Brytanii i Australii. Zadebiutował w Billboard Hot 100 na 75 miejscu, natomiast na UK Singles Chart zajął miejsce 67.
Fergie udzielając wywiadu na temat piosenki powiedziała: Gdy nagrywałam swój głos do ‘Meet Me Halfway’, cofnęłam się do roku 1985, gdy miałam 10 lat i widziałam Madonnę w jej trasie koncertowej „Virgin”.
Amerykański zespół metalcore’owy Haste the Day nagrał w 2010 cover tej piosenki, który został umieszczony na albumie Attack Of The Wolf King.

## Promocja
„Meet Me Halfway” został wykonany na żywo 8 listopada 2009 podczas American Music Awards, razem z singlem „Boom Boom Pow”, natomiast miks piosenki został wykonany w Victoria’s Secret Fashion Show. Singiel był również promowany teledyskiem.

## Lista utworów

### Singel CD
1. „Meet Me Halfway” (Radio Edit) – 3:44
2. „Boom Boom Pow” (David Guetta FMIF Remix) – 6:13

### Meet Me Halfway – Megamix EP
1. „Meet Me Halfway” (DJ Ammo/Poet Named Life Remix) – 5:25
2. „Meet Me Halfway (At the Remix)” (will.i.am Remix) – 5:49
3. „Meet Me Halfway (In 3D)” (will.i.am) – 5:40
4. „Meet Me Halfway (Baby)” (Printz Board Remix for Beets & Produce, Inc.) – 5:21
5. „Meet Me Halfway” (Richard Vission Solmatic Remix) – 5:30